# Ståle Solbakken
Ståle Solbakken [stole solbaken] (* 27. února 1968, Kongsvinger, Norsko) je bývalý norský fotbalový záložník a později fotbalový trenér. Nastupoval i v norské fotbalové reprezentaci.

## Klubová kariéra
Na klubové úrovni hrál mimo Norska v Anglii a Dánsku.

## Reprezentační kariéra
V A-týmu Norska debutoval 9. 3. 1994 v přátelském utkání v Cardiffu proti týmu Walesu (výhra 3:1). Celkem odehrál v letech 1994–2000 za norský národní tým 58 zápasů a vstřelil 9 gólů.
Zúčastnil se Mistrovství světa 1998 ve Francii a EURA 2000 v Belgii a Nizozemsku.

## Trenérská kariéra
Během své trenérské dráhy vedl mimo jiné i týmy, kde dříve působil jako hráč, a to norský HamKam a dánskou FC Kodaň se kterou se mu podařilo vyhrát osmkrát dánskou ligu. Dále působil i na lavičce anglického Wolverhamptonu a německého 1. FC Köln.